# Hejira
Hejira é o oitavo álbum de estúdio da cantora e compositora canadense Joni Mitchell, lançado em novembro de 1976, por intermédio da Asylum Records. As canções foram escritas, em maioria, durante uma viagem de carro feita por Joni de Maine a Los Angeles, na Califórnia.
Caracterizado pela densidade lírica e canções longas, o álbum marca o retorno de Joni ao jazz. Nos Estados Unidos, alcançou a décima terceira posição na Billboard 200, recebendo certificação de ouro pela Recording Industry Association of America (RIAA).

## Lista de faixas
Todas as faixas escritas e compostas por Joni Mitchell, exceto onde escrito. 
| Lado A |                         |         |  |
| N.º    | Título                  | Duração |  |
| 1.     | "Coyote"                | 5:01    |  |
| 2.     | "Amelia"                | 6:01    |  |
| 3.     | "Furry Sings the Blues" | 5:07    |  |
| 4.     | "A Strange Boy"         | 4:15    |  |
| 5.     | "Hejira"                | 6:42    |  |

| Lado B |                       |         |  |
| N.º    | Título                | Duração |  |
| 1.     | "Song for Sharon"     | 8:40    |  |
| 2.     | "Black Crow"          | 4:22    |  |
| 3.     | "Blue Motel Room"     | 5:04    |  |
| 4.     | "Refuge of the Roads" |         |  |